# Friedrich Maurer (Politiker)
Carl Friedrich Maurer (* 2. Februar 1781 in Ingweiler; † 20. Juni 1868 in Darmstadt) war ein hessischer Beamter und Politiker und Abgeordneter der 2. Kammer der Landstände des Großherzogtums Hessen.
Friedrich Maurer war der Sohn des Kirchenschaffnereiverwalters und Amtsschaffners Johann Ludwig Maurer (1741–1803) und dessen Ehefrau Katharina Elisabethe, geborene Schäfer. Maurer, der evangelischen Glaubens war, heiratete 1813 in Darmstadt in erster Ehe Marianne geborene Hollenhorst (1792–1814). Nach dem Tod der ersten Ehefrau heiratete er 1815 in Langen Luise geborene Schenk zu Schweinsberg auf Hermannstein (1792–1833). In dritter Ehe heiratete er 1835 in Darmstadt Johanna geborene Machenhauer (1796–1867).
Maurer wurde 1796 Korporal im 1. Leibgrenadierbataillon. 1797 erfolgte die Beförderung zum Freikorporal, 1803 zum Leutnant und 1808 zum Oberleutnant. 1813 wurde er Rentamtmann in Kelsterbach, bevor er 1821 in gleicher Funktion in Lampertheim eingesetzt wurde. Im gleichen Jahr wurde er 3. Rat bei der Rechnungskammer, wo er 1845 zum Rat 1. Klasse aufstieg. 1852 wurde er zum geheimen Oberrechnungsrat befördert und 1856 in den Ruhestand versetzt.
Von 1835 bis 1841 gehörte er der Zweiten Kammer der Landstände an. Er wurde für den Wahlbezirk Wahlbezirk Starkenburg 3/Langen gewählt.